# Ashot Mirzoyan
Pour les articles homonymes, voir Mirzoyan.
Ashot Mirzoyan est un homme politique arménien.
Il a été maire d'Erevan, la capitale de l'Arménie, du 23 février 1996 au 7 novembre 1996.